# ابن موغلن
إبين موجلين (بالإنجليزية: Eben Moglen) ولد في 13 يوليو 1959 . أستاذ القانون وتاريخ القانون بجامعة كولومبيا، يعمل متطوعا كمستشار قانوني لمؤسسة البرمجيات الحرة ويرأس المركز القانوني لحرية البرمجيات.